# Rufina (Toskana)
Rufina ist eine italienische Gemeinde in der Metropolitanstadt Florenz in der Region Toskana mit 7058 Einwohnern (Stand 31. Dezember 2023).

## Geografie

Lage von Rufina in der Metropolitanstadt Florenz

Die Gemeinde ist Teil der Comunità montana Montagna Fiorentina. Sie liegt etwa 20 km östlich der Provinz- und Regionalhauptstadt Florenz an der Sieve.
Zu den Ortsteilen gehören Agna, Casi, Casini, Castelnuovo, Cigliano, Contea, Falgano, Masseto, Pomino, Rimaggio, Scopeti, Selvapiana, Stentatoio und Turicchi.
Rufina grenzt an die Gemeinden Dicomano, Londa, Montemignaio (AR), Pelago, Pontassieve und Pratovecchio Stia (AR).

## Demografie
| Jahr | Einwohnerzahl |
| ---- | ------------- |
| 1991 | 5922          |
| 2001 | 6693          |
| 2016 | 7291          |

## Sehenswürdigkeiten

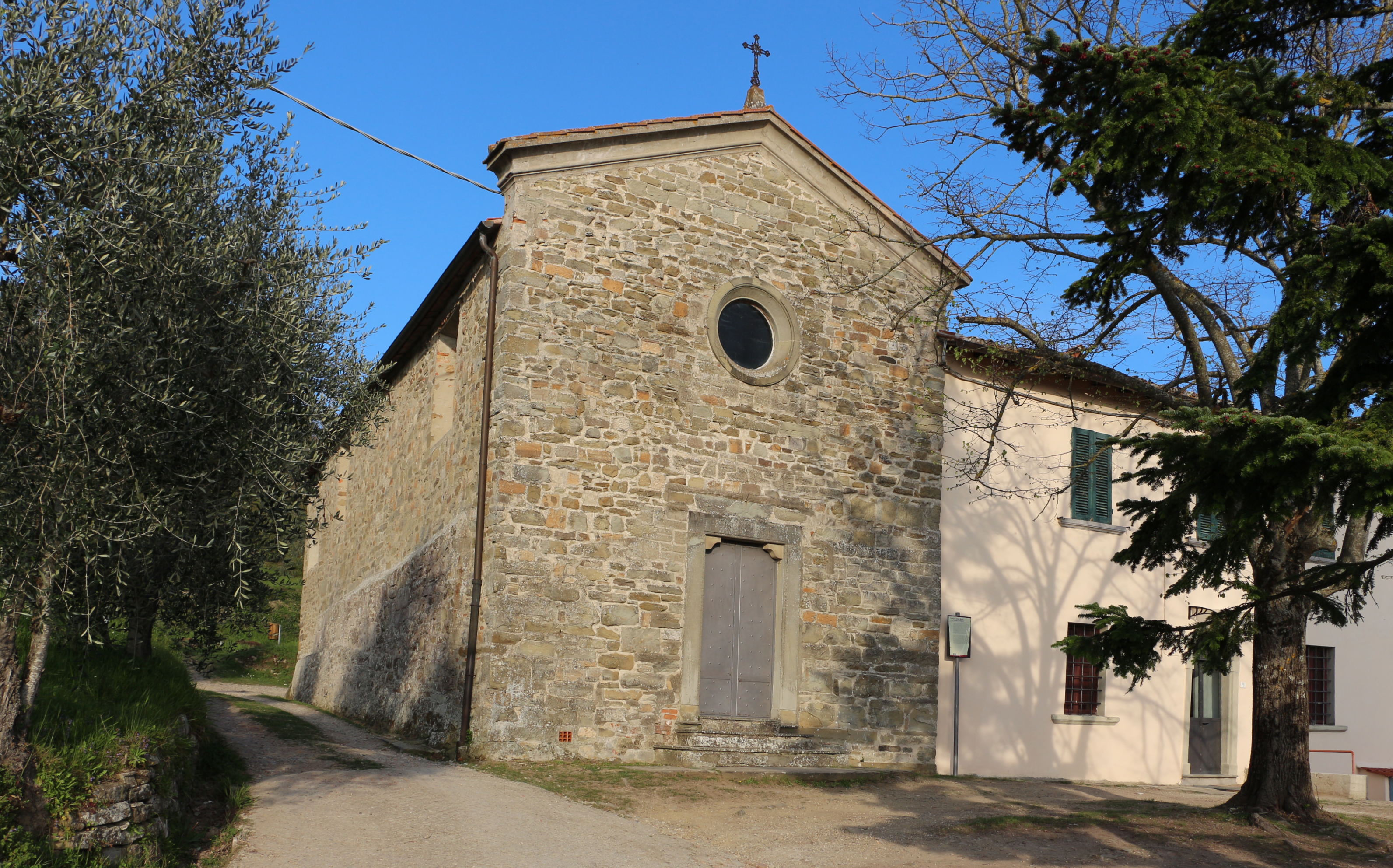
Santa Maria a Falgano

- Chiesa di Santo Stefano a Castiglioni, Kirche aus dem Jahr 1103, 1926 renoviert
- Chiesa di Santa Maria a Falgano, um 1277 entstandene Kirche
- Piccolo Teatro (kleines Theater), 1922 errichtet
- Pieve di San Bartolomeo a Pomino, bereits 1103 erwähnte Pieve

## Gemeindepartnerschaften
Gemeindepartnerschaften bestehen mit:
- Dettelbach, Unterfranken
- Kurgan, Sibirien

## Ehrenbürger
- Gawriil Abramowitsch Ilisarow (1921–1992), Orthopäde